# Cis afer
Cis afer là một loài bọ cánh cứng trong họ Ciidae. Loài này được Fahraeus miêu tả khoa học năm 1871.